# خانه هرمزیار جمشیدی
خانه هرمزیار جمشیدی مربوط به دوره قاجار است و در رفسنجان، محله رستم‌آباد، کوچه زیارتگاه واقع شده و این اثر در تاریخ ۵ تیر ۱۳۸۴ با شمارهٔ ثبت ۱۱۹۷۲ به‌عنوان یکی از آثار ملی ایران به ثبت رسیده است.